# Engelepogon goedli
Engelepogon goedli là một loài ruồi trong họ Asilidae. Engelepogon goedli được Loew miêu tả năm 1854.